# Clã Graham
O Clã Graham é um clã escocês da região das Terras Baixas, Escócia.
O atual chefe é James Graham, 8.º Duque de Montrose.